# 질권
질권 (質權)은 채권자가 그의 채권의 담보로서 채무자의 물건을 수취하여 채무의 변제가 있을 때까지 채무자 또는 제3자(물상보증인)로부터 받은 물건(또는 재산권)을 점유하고, 유치함으로써 한편으로는 채무의 변제를 간접적으로 강제하는 동시에, 채무의 변제가 없는 경우에는 그 목적물로부터 다른 채권자에 우선하여 변제를 받는 권리를 말한다(대한민국 민법 제329, 345조). 이는 원칙적으로 부동산 이외의 재산권에 성립되는 약정담보물권이다. 유치권처럼 법으로 정해진 담보물권이 아니라 당사자의 계약에 의해서 성립되므로 약정담보물권이라고 불린다. 질권은 약정담보물권이라는 점에서 저당권과 같고 유치권과는 다르며, 담보물권으로서 유치적 효력과 우선변제적 효력을 모두 갖는다. 또한 질권은 담보물권으로서 부종성·수반성·불가분성·물상대위성이 있다.
여기에서 말하는 제3자라 함은 타인의 채무 때문에 자기의 물건 또는 재산권을 채권자에게 입질(入質)하는 물상(物上) 보증인이다. 질권자는 목적물을 받아서 채권의 변제가 있을 때까지 유치할 수 있으며, 그에 따라서 채무자나 물상보증인에게 심리적 압박을 가하여 간접적으로 그 변제를 강제한다. 이 유치적 작용은 유치권과 공통된다. 질권의 또 하나의 중요한 성질은 목적물에 대하여 다른 채권자에 우선하여 자기 채권의 변제를 받을 수 있으며 이러한 점에서 유치권보다는 강력하다. 우선변제를 받는 방법은 여러 가지 있으나 목적물을 경매하고 그것에 의하여 얻은 환가금(換價金)에서 다른 채권자에 우선하여 변제를 받는 방법이 원칙이다. 질권은 채권을 담보로 하는 것이므로 채권이 변제·기타의 이유로 소멸되면 질권도 소멸된다(부종성, 附從性). 또한 채권이 A로부터 B에게 양도되면 질권도 이에 따라서 이전되는 것이 보통이다(수반성, 隨伴性). 질권의 종류는 동산질(動産質). 권리질의 2종인데 특수한 형태로서 근질(根質) 및 전질(轉質)이 있다.

## 동산질
동산질권(動産質權)은 당사자간(질권 설정자와 질권자와의 사이)의 계약에 의하여 설정되는데 그때 질권설정자는 반드시 목적물(질물, 質物)을 질권자에게 인도해야 된다(330조：要物契約性). 이와 같이 하여 설립된 동산질권을 제3자에 대하여 주장하기 위해서는 동산질권자는 질물의 점유를 계속하지 않으면 안된다(332조). 한편 동산질권자가 질물의 점유를 제3자에게 빼앗겼을 경우는 그 제3자에 대해서 점유물반환청구권에 의하여 질물의 반환을 청구할 수 있다(204조：→점유물 반환청구권). 권리의 목적물은 보통의 동산이다. 질물의 감실·공용징수 등으로 설정자가 받을 금전·물건에 대하여 질권자는 그것을 압류, 다른 채권자에 우선해서 변제를 받을 수 있다(물상대위성, 物上代位性). 질권자는 채권 전부의 변제를 받을 때까지 질물 전부를 유치할 수 있다.

## 유질금지
동산질권자로서는 질물을 경매에 붙여서 그 매득금(賣得金)에서 다른 채권자에 우선하여 변제를 받는 것보다는 질물의 소유권을 취득해버리는 편이 간단하다. 이와 같이 채무변제 대신 질물의 소유권을 취득하든가 기타의 방법으로 질물을 처분하는 것을 유질이라고 한다. 이것을 인정하면, 예컨대 차주(借主)가 궁박한 경우에 차금(借金)의 필요에 쫓겨서 비싼 물품을 소액의 돈 때문에 입질(入質)하고 그 후 차금을 돌려줄 수 없을 때 비싼 물건을 질권자에게 빼앗기게 되면 부당한 폭리행위를 시키는 폐해가 생긴다. 그래서 민법은 유질(流質)계약을 금지한다(339조). 그러나 상거래에 의해서 생긴 채권을 담보하기 위한 질권설정에 있어서는 상거래의 자유를 존중하여 유질계약을 금지하지 않는다(상 59조). 이때 당사자 중 1인의 행위가 상행위인 때에는 전원에 대하여 상법을 적용하므로(상 3조) 질권설정자가 상인이 아니여도 질권자가 은행, 전당포 등 상인이라면 유질계약을 할 수 있다(대법원 2017다207499).

## 권리질
재산권을 목적으로 하는 질권을 권리질(權利質)이라 한다. 예를 들면, B가 C에게 물품을 팔아서 매매대금 채권을 가질 때 B는 이 채권을 A에게 입질할 수 있다(345조). 채권증서가 있는 경우에는 그 증서를 A에게 교부하여야 한다(347조). 그러나 채권증서가 없을 때에는 필요가 없으므로 동산질권이 요물계약(要物契約)이라는 것과 다소 성질이 다르다. 그 대신 B는 채권을 입질한 것을 C에게 통지하거나 또는 C의 승낙을 받아야 된다. 특히 채무자(C)이외의 제3자에 대하여 채권입질을 주장하기 위해서는 이 통지 또는 승낙이 확정일자가 있는 증서에 의해서 행하여지지 않으면 안 된다(349조 1항). 권리질권의 목적은 양도성을 가진 재산권이다. 그러나 부동산의 사용·수익을 목적으로 하는 권리는 권리질권의 목적이 될 수 없으므로, 지상권·전세권·부동산임차권 등은 권리질권의 목적이 될 수 없다.

## 근질
은행과 상인 사이에 예를 들면 2년간에 최고 100만원까지를 융자한다는 당좌 대월계약(여신계약)이 체결되면 일정한 기간과 금액의 최고 한도 내에서 은행은 상인의 수요에 응하여 자금을 대출한다. 이러한 장래의 대출금의 반환의무를 당초에 담보하기 위하여 설정된 질권을 근질(根質)이라 한다(357조 참조).

## 전질
질권자를 B, 질권설정자를 C, 질권에 의하여 담보되는 채권액 100만원, 그 변제기를 1년 후로 한다. 이러한 경우 질권자 B는 자기의 질물을 A에게 입질할 수 있다. 이것을 전질(轉質)이라고 하며 승낙전질과 승낙없는 전질(책임전질)의 두 종류가 있다. '승낙전질'이라 함은 원질권자 B가 질권 설정자 C의 승낙을 받아 질물을 전질권자 A에게 입질하는 것으로서 C의 승낙이 있으면 B는 A로부터 150만원을 2년 후에 변제한다는 약속 밑에 차금(借金)할 수도 있다. 즉 원질권에 의하여 담보되는 채권액 이상으로 재입질하는 것도 가능하다. '책임전질'이라 함은 질권설정자 C의 승낙을 받음이 없이 원질권자가 자기의 책임하에 질물을 A에게 전질하는 것을 말한다(336조). 이러한 경우에는 C의 승낙을 받음이 없이 B가 말하자면 독단으로 재입질(再入質)하는 것이므로 B는 100만원 이내, 변제기 1년 이내라는 것과 같이 원질권에 의하여 담보되는 채권액과 변제기(원질권의 존속기간)의 범위 안에서 A에게 재입질하지 않으면 안 된다(抵抵當).

## 전당포 영업법
전당포는 고객으로부터 물품을 질물로 받고 금융한다. 고객이 일정기간까지 원리금을 지급하지 않을 경우 전당포는 질물의 소유권을 취득하고 이것을 처분할 수 있다(전당 1조, 21조). 민법은 일반적으로는 채무자 보호를 위하여 유질(流質)을 금지하고 있다(→ 流質禁止). 전당포 영업법(典當鋪 營業法)은 대통령령의 정하는 바에 의해서 영업소마다 그 소재지를 관할하는 경찰서장의 허가를 받은 자만이 전당포 영업을 할 수 있으며(전당 2조) 그 단속을 엄중히 함과 동시에 유질을 인정한다. 그 대신 예를 들면 유질기간은 6개월 이상이라야 된다(전당 19조 2항)거나 유질기간 전에 고객이 권리금을 변제한 때에는 언제든지 전당물을 반환해야 된다(전당 20조)거나 유질 기간 경과 후에도 질물 처분 전에 고객이 원리금을 변제했을 때에는 질물을 반환할 의무가 있다(전당 21조 1항 후단)고 하는 것처럼 고객(질권 설정자)의 이익을 보호하도록 배려하고 있다.

## 같이 보기
- 저당권
- 유치권